# Waddo
Waddo was rond 584 hofmeier onder Rigunth, dochter van koning Chilperic I (561-584) en Fredegonde. Tot die tijd was hij graaf van Saintes. In 584 begeleidde hij Rigunth die op weg was naar Spanje om te trouwen met de Visigotische koning Reccared I. In de buurt van Toulouse hoorde hij dat haar vader (Chilperic I) overleden was. Graaf Desiderius van Toulouse nam haar daarop gevangen en beroofde haar van haar bruidsschat. Waddo liet haar in de steek en sloot zich aan bij de troonpretendent Gundowald. Niet lang daarna liep hij echter over naar Gontram (van 561-593 koning van Bourgondië). Ook hier bleef hij niet lang en vertrok naar het Austrasische hof van koningin Brunhilde. In 589 kwam hij bij een roofoverval om het leven.

## Beknopte bibliografie
- K. Selle-Hosbach, Prosopographie Merowingischer Amtsträger in der zeit von 511-613, Bonn, 1974, blz. 164-165.
- Gregorius van Tours, Historiën, Baarn, 1994, blz. 431, 446, 530-531